# Antonio Beretta
Antonio Beretta (Siziano, 17 aprile 1808 – Roma, 14 novembre 1891) è stato un politico italiano.

## Biografia

### I primi anni
Membro della borghesia lombarda di metà ottocento, Antonio Beretta era figlio di Luigi Antonio e di Maria Bontempi.
Entrato nel mondo politico, divenne Assessore della Congregazione di Milano nel 1843 e rimase in attività anche durante il breve governo di Gabrio Casati. All'ingresso di Carlo Alberto a Milano fu tra i primi a presentargli gli omaggi della cittadinanza e del comune ed in quell'occasione venne nominato membro della consulta lombarda.
Con la sconfitta della Battaglia di Novara del 1849, braccato dalla polizia austriaca, visse alcuni anni in esilio dapprima in Francia e successivamente in Inghilterra. Nel frattempo il governo austriaco sequestrò ad Antonio Beretta il suo patrimonio in Milano.

### Sindaco di Milano
Nel 1859, all'indomani dell'unità d'Italia, venne eletto consigliere comunale della città meneghina.
Fu il primo sindaco della città di Milano, sotto il Regno di Sardegna, poi Regno d'Italia dal 1861. Rimase in carica dal 21 gennaio 1860 al 18 luglio 1867, periodo nel quale istituì una commissione con il compito di promuovere la creazione di una nuova azienda bancaria, denominata "Compagnia del credito sul lavoro di Milano". La compagnia si sciolse poco dopo, gettando le basi per la nascita della Banca Popolare di Milano. Avviò inoltre i lavori di sistemazione di piazza Duomo. Fra il 1867 e il 1871 fu Presidente della Commissione dell'Associazione industriale italiana che promosse la l'Esposizione industriale italiana del 1871 tenutasi a Milano.
Fu travolto politicamente dallo scandalo sulla costruzione della Galleria della Scala: il sindaco si era accordato segretamente con la società edificatrice per alzare di un piano la struttura, ed aveva strapagato con fondi pubblici due dei vecchi palazzi da demolire per far posto alla Galleria, palazzi che risultarono intestati ad un suo parente.
Nel 1862 venne nominato Senatore del Regno.
Venne nominato conte il 15 ottobre 1871 da Vittorio Emanuele II e divenne in seguito un membro illustre della Società storica lombarda. Fu anche presidente del Museo patrio d'archeologia di Milano e presidente dell'Associazione industriale italiana sotto la cui egida istituì nel 1882 la Scuola superiore d'Arte applicata all'Industria del Castello Sforzesco di Milano.